# Френсіс Фішер
Фре́нсіс Луїза Фі́шер (англ. Frances Louise Fisher; нар. 11 травня 1952, Мілфорд-он-Сі, Гемпшир, Велика Британія) — британсько-американська акторка. Найбільш відома за ролями Еліс у «Непрощеному» (1992) та Руф Дьюітт Б'юкейтер у «Титаніку» (1997).

## Життєпис
Френсіс Фішер народилася в селі Мілфорд-он-Сі на південному узбережжі Англії в 1952 році в родині будівельника та домогосподарки. Батько Фішер, який працював в нафтопереробній галузі, був змушений через роботу часто змінювати місце проживання, у зв'язку з чим сім'я дев'ять разів переселялася з місця на місце, в підсумку влаштувавшись у США в штаті Техас. Після закінчення школи Фішер деякий час працювала секретарем, а потім, покинувши батьківський дім, перебралася у Вірджинію в місто Абінгдон, де дебютувала як актриса на сцені місцевого театру.
У 1976 Френсіс Фішер вперше з'явилася на телебаченні у мильній опері «Край ночі» (The Edge of Night), в якій наступні п'ять років грала роль детектива Дебори Саксон. Потім протягом десяти років вона була в основному активна на театрі, виступаючи на сценах Нью-Йорка, а також багатьох міст усього східного узбережжя США. У 1991 році вона виконала роль Люсіль Болл в успішному телефільмі «Люсі і Дейзі: Попереду сміху» (Lucy & Desi: Before the Laughter).
На великому екрані Фішер з'являлася не так часто, і однією з найбільш відомих її кіноролей стали Еліс в у вестерні Клінта Іствуда «Непрощений» (1992) і Руф Дьюітт Б'юкейтер в блокбастері Джеймса Камерона «Титанік» (1997).
З 1989 по 1995 рік актриса зустрічалася з Клінтом Іствудом, і результатом їхніх стосунків стало народження дочки Франчески Рут Фішер-Іствуд в 1993 році.
Вона була в національній раді директорів Гільдії кіноакторів США.

## Фільмографія
- 1976: Край ночі / The Edge of Night (1976–1981)
- 1983: Чи може вона спекти вишневий пиріг?[en]/ Can She Bake a Cherry Pie?
- 1985: Дороговказне світло / Guiding Light
- 1988: Петті Герст[en] / Patty Hearst
- 1989: Рожевий кадилак / Pink Cadillac
- 1990: Ласкаво просимо додому, Роксі Кармайкл[en] / Welcome Home, Roxy Carmichael
- 1991: Лос-Анджелеська історія / L.A. Story
- 1991: Люсі і Дейзі: Попереду сміху / Lucy & Desi: Before the Laughter (телефільм)
- 1991: Молоді вершники[en] / The Young Riders
- 1992: Непрощений / Unforgiven
- 1993: Закон і порядок / Law & Order (телесеріал)
- 1993: Атака 50-футової жінки[en] / Attack of the 50 Ft. Woman
- 1994: Моллі та Джина[en] / Molly & Gina
- 1995: Дивна удача[en] / Strange Luck (телесеріал)
- 1996: Стриптиз / Striptease
- 1997: Дика Америка[en] / Wild America
- 1997: Титанік / Titanic
- 1999: Історія Одрі Гепберн[en] / The Audrey Hepburn Story
- 1999: Велика стрижка[en] / The Big Tease
- 2000: Викрасти за 60 секунд / Gone in Sixty Seconds
- 2001: Цілком таємно / The X-Files (телесеріал)
- 2002: Блакитна машина[en] / Blue Car
- 2002: Тітус[en] / Titus (телесеріал)
- 2003: The Lyon's Den (телесеріал)
- 2003: Будинок з піску і туману / House of Sand and Fog
- 2004: Закони привабливості / Laws of attraction
- 2004: Юристи Бостона / Boston Legal (телесеріал)
- 2005: ER (телесеріал)
- 2006: Анатомія Грей / Grey's Anatomy (телесеріал)
- 2006: The Night of the White Pants
- 2007: Sex and Death 101
- 2007: Королівство / The Kingdom
- 2007: У долині Ела / In the Valley of Elah
- 2007: My Sexiest Year
- 2008: The Perfect Game
- 2008: The Shield (телесеріал)
- 2008: Еврика / Eureka (телесеріал)
- 2008: A Single Woman
- 2008: Jolene
- 2009: Менталіст / The Mentalist (телесеріал)
- 2010: Two and a Half Men (телесеріал)
- 2010: Приватна практика / Private Practice (телесеріал)
- 2010: The Good Guys (телесеріал)
- 2010: Janie Jones
- 2010: Sons of Anarchy (телесеріал)
- 2011: Days of our Lives
- 2011: The Roommate
- 2011: Лінкольн для адвоката / The Lincoln Lawyer
- 2011: Torchwood: Miracle Day (телесеріал)
- 2011: CSI: Місце злочину / CSI: Crime Scene Investigation (телесеріал)
- 2012: A Gifted Man (телесеріал)
- 2013: Гостя / The Host
- 2013: Запали мене / Plush
- 2014: Ти не ти / You’re Not You
- 2015: Жінка в золоті[en] / Woman in Gold
- 2016: Злочинці та янголи[en] / Outlaws and Angels
- 2016: Звільнити містера Дарсі / Unleashing Mr. Darcy
- 2019: Вартові / Watchmen
- 2020: Пара на свята / Holidate
- 2023: Рептилія / Reptile
- 2024: Раст / Rust